# Burn It Down (Billy The Kit)
Burn it down is een nummer en single van de Haagse DJ Joost Seilberger alias Billy The Kit in samenwerking met Nathan Duvall. Op 23 maart 2013 is het nummer gekozen tot Dancesmash.

## Hitnoteringen

### Nederlandse Top 40
| Hitnotering: 11-05-2013 t/m 01-06-2013 | Hitnotering: 11-05-2013 t/m 01-06-2013 | Hitnotering: 11-05-2013 t/m 01-06-2013 | Hitnotering: 11-05-2013 t/m 01-06-2013 | Hitnotering: 11-05-2013 t/m 01-06-2013 | Hitnotering: 11-05-2013 t/m 01-06-2013 |
| Week:                                  | 1                                      | 2                                      | 3                                      | 4                                      |                                        |
| -------------------------------------- | -------------------------------------- | -------------------------------------- | -------------------------------------- | -------------------------------------- | -------------------------------------- |
| Positie:                               | 37                                     | 35                                     | 36                                     | 37                                     | uit                                    |

### NederlandseSingle Top 100
| Hitnotering: 30-03-2013 t/m 11-05-2013 | Hitnotering: 30-03-2013 t/m 11-05-2013 | Hitnotering: 30-03-2013 t/m 11-05-2013 | Hitnotering: 30-03-2013 t/m 11-05-2013 | Hitnotering: 30-03-2013 t/m 11-05-2013 | Hitnotering: 30-03-2013 t/m 11-05-2013 | Hitnotering: 30-03-2013 t/m 11-05-2013 | Hitnotering: 30-03-2013 t/m 11-05-2013 | Hitnotering: 30-03-2013 t/m 11-05-2013 |
| Week:                                  | 1                                      | 2                                      | 3                                      | 4                                      | 5                                      | 6                                      | 7                                      |                                        |
| -------------------------------------- | -------------------------------------- | -------------------------------------- | -------------------------------------- | -------------------------------------- | -------------------------------------- | -------------------------------------- | -------------------------------------- | -------------------------------------- |
| Positie:                               | 65                                     | 63                                     | 70                                     | 48                                     | 66                                     | 43                                     | 100                                    | uit                                    |